# San Pedro del Romeral
San Pedro del Romeral est une ville espagnole située dans la communauté autonome de Cantabrie.